# Маділл (Оклахома)
Маділл (англ. Madill) — місто (англ. city) в США, в окрузі Маршалл штату Оклахома. Населення — 3914 особи (2020).

## Географія
Маділл розташований за координатами 34°5′10″ пн. ш. 96°46′30″ зх. д. / 34.08611° пн. ш. 96.77500° зх. д. (34.086002, -96.774992).  За даними Бюро перепису населення США в 2010 році місто мало площу 12,60 км², з яких 12,51 км² — суходіл та 0,10 км² — водойми. В 2017 році площа становила 11,89 км², з яких 11,80 км² — суходіл та 0,09 км² — водойми.

## Демографія
Згідно з переписом 2010 року, у місті мешкало 3770 осіб у 1332 домогосподарствах у складі 904 родин. Густота населення становила 299 осіб/км².  Було 1494 помешкання (119/км²).
Расовий склад населення:
| - 59,3 % — білих - 6,4 % — корінних американців - 4,4 % — чорних або афроамериканців - 0,5 % — азіатів - 23,5 % — осіб інших рас |

До двох чи більше рас належало 6,0 %. Частка іспаномовних становила 33,1 % від усіх жителів.
За віковим діапазоном населення розподілялося таким чином: 28,3 % — особи молодші 18 років, 55,4 % — особи у віці 18—64 років, 16,3 % — особи у віці 65 років та старші. Медіана віку мешканця становила 34,6 року. На 100 осіб жіночої статі у місті припадало 96,7 чоловіків;  на 100 жінок у віці від 18 років та старших — 88,2 чоловіків також старших 18 років.
Середній дохід на одне домашнє господарство  становив 50 501 долар США (медіана — 40 082), а середній дохід на одну сім'ю — 59 735 доларів (медіана — 44 536). Медіана доходів становила 33 523 долари для чоловіків та 27 308 доларів для жінок. За межею бідності перебувало 17,5 % осіб, у тому числі 14,3 % дітей у віці до 18 років та 13,7 % осіб у віці 65 років та старших.
Цивільне працевлаштоване населення становило 1532 особи. Основні галузі зайнятості: виробництво — 30,0 %, освіта, охорона здоров'я та соціальна допомога — 19,7 %, роздрібна торгівля — 13,4 %, мистецтво, розваги та відпочинок — 8,2 %.